# Sianno
Sianno (vitryska: Сянно) är en stad i Belarus.   Den ligger i voblasten Vitsebsks voblast, i den nordöstra delen av landet, 170 km nordost om huvudstaden Horad Mіnsk. Sianno ligger 165 meter över havet och antalet invånare är 7 385. Den ligger vid sjön Vozera Sianno.

## Natur och klimat
Terrängen runt Sianno är platt. Runt Sianno är det glesbefolkat, med 16 invånare per kvadratkilometer.. Det finns inga andra samhällen i närheten. 
Omgivningarna runt Sianno är en mosaik av jordbruksmark och naturlig växtlighet.  Trakten ingår i den hemiboreala klimatzonen. Årsmedeltemperaturen i trakten är 3 °C. Den varmaste månaden är juli, då medeltemperaturen är 18 °C, och den kallaste är februari, med −14 °C.